# Guy Debord
Pour les articles homonymes, voir Debord.
Œuvres principales
- La Société du spectacle (1967)
In girum imus nocte et consumimur igni (1978)
Commentaires sur la société du spectacle (1988)
Panégyrique, tome premier (1989)

Guy Debord, né le 28 décembre 1931 à Paris et mort le 30 novembre 1994 à Bellevue-la-Montagne en Haute-Loire, est un écrivain, théoricien, cinéaste, poète et révolutionnaire conseilliste français.
Il se considérait avant tout comme un stratège. Il est celui qui a conceptualisé la notion sociopolitique de « spectacle », développée dans son œuvre la plus connue, La Société du spectacle (1967). Debord a été l'un des fondateurs de l'Internationale lettriste de 1952 à 1957, puis de l'Internationale situationniste de 1957 à 1972, dont il a dirigé la revue française.

## Biographie

### Enfance et formation
Guy Debord naît dans une famille aisée, son grand-père maternel d'origine italienne Vincenzo Rossi ayant reçu de ses parents une petite entreprise de chaussure de luxe dans le XXe arrondissement de Paris, qui, malgré le temps de guerre, a pu échapper à toutes les privations. Cependant, la mort prématurée de ce grand-père en 1927 va entraîner le lent déclin de la manufacture familiale, son épouse Lydie Fantouillier, née à Limoges, ne se révélant pas dotée du sens des affaires, pas plus que sa fille unique, Paulette (1911-1998) qui épouse le 28 mars 1931, à pas même vingt ans, Martial Debord, son aîné de seize ans, brave soldat multimédaillé de la Grande Guerre et préparateur en pharmacie, originaire comme Lydie sa mère de la région limousine.
Alors que Guy, l'unique enfant du couple, naît fin 1931, la santé de son père, très vite atteint d'une tuberculose qui interdit à son fils de simplement l'approcher jusqu'à son décès en 1936, vient s'ajouter aux difficultés matérielles en devenir. Dès lors, l'éducation du jeune Guy va être essentiellement assurée par sa grand-mère Lydie, sa mère, jeune veuve toujours séduisante, cherchant à trouver un successeur à son mari si vite disparu. À cette vie affective chaotique, vont venir s'ajouter, du fait de la déclaration de guerre contre l'Allemagne, des déménagements successifs de ce noyau familial constitué de deux veuves autour d'un enfant unique, ces déplacements étant par ailleurs l'occasion pour Paulette, la mère de Guy de tenter de refaire sa vie.
À l'automne 1939, la famille Rossi-Debord quitte Paris pour Nice où, à la suite d'une liaison prolongée de sa mère, avec Domenico Bignoli, un Italien moniteur d'auto-école, naît la demi-sœur de Guy, Michèle. À l'été 1941, enceinte d'un nouvel enfant, Paulette, ses deux enfants et son amant, s'installent à Fontainebleau où Guy est inscrit au collège Carnot et où naît en 1942, un demi-frère, Bernard. À l'été, la mère, la grand-mère et les trois enfants, mais sans cette fois Domenico Bignoli, partent s'installer à Pau. C'est là, alors que Guy est inscrit au lycée Louis-Barthou, naguère fréquenté par Isidore Ducasse, connu en littérature comme comte de Lautréamont et où Pierre Bourdieu se trouve être interne ces mêmes années, que Paulette rencontre Charles Labaste, un notaire alors marié avec deux enfants à une femme malade qui décèdera avant la fin de la guerre, toute cette famille largement recomposée partant alors s'établir et faire fortune à Cannes. En  mars 1945, Charles Labaste épouse  Paulette et reconnaît ses deux enfants nés de Domenico Bignoli. Guy, qui a 14 ans et est inscrit au lycée Carnot de la ville qu'il fréquentera jusqu'à son baccalauréat en juin 1951, entame alors les années de formation qui vont le conduire là où il ira.
Jeune, il est déjà un grand connaisseur des surréalistes et prend pour figures tutélaires Lautréamont et Arthur Cravan. Il voit le mouvement populaire se fragmenter dans l’impasse de la Seconde Guerre mondiale, et, à ses 17 ans, tous les événements fondateurs de ce qu’il appellera La Société du spectacle sont en place : la généralisation de la technologie, l’espionnage généralisé, la délation, les centres d'extermination nazis et les camps de travaux forcés, les bombardements atomiques d'Hiroshima et Nagasaki, la « collaboration de classe » du Parti communiste français avec la bourgeoisie et l'embourgeoisement des partis communistes au pouvoir, l’affrontement « spectaculaire » Est/Ouest où chaque complexe militaro-industriel se justifie par l’autre, et la reconstruction à crédit de l’Europe occidentale, devenant ainsi une colonie économique des États-Unis. L’échec du « dernier grand assaut du mouvement révolutionnaire prolétarien » est dans son paysage.
En 1951-1952, selon les propres mots de Debord, « jamais… le champ de bataille n'avait été aussi vide ». Au milieu de ce « désert », cependant, la vie intellectuelle se poursuit, avec d'un côté, des défenseurs de la démocratie comme Aron, Mauriac ou Malraux et de l'autre, la galaxie d'intellectuels sympathisants ou membres du PCF : Aragon, Sartre, Picasso (au cours de cette période, le parti alors stalinien aimantait encore nombre d'artistes, d'écrivains et d'intellectuels français).
D’autres, cependant, refusaient ce clivage. André Breton, Benjamin Péret et Jean Malaquais s’étaient rapprochés des mouvements libertaires ou du communisme de gauche antistalinien après avoir souvent flirté avec les thèses de Trotsky, fidèles toujours aux idéaux de la révolution d'Octobre plutôt qu'à l'URSS et à ses dirigeants. Maximilien Rubel de son côté arrachait l’œuvre de Marx aux dogmatismes léninistes, tandis que les membres de Socialisme ou barbarie (Claude Lefort, Cornelius Castoriadis notamment), et quelques autres tentaient une ouverture, dans une période dominée par la pensée stalinienne et bourgeoise. C’est à ce moment que commencent à se développer plus largement les analyses critiques sur l’URSS et les « démocraties populaires », après le célèbre Staline de Boris Souvarine (1935), et les analyses d’Ante Ciliga, Bruno Rizzi, Victor Serge, Karl Korsch ou Anton Pannekoek contre le capitalisme d'État.
C'est à cette période qu'il rencontre Isidore Isou et les lettristes (Maurice Lemaître, Gil J Wolman, Jean-Louis Brau, Marc'O…), rencontres décisives qui marquent le fondement de ses engagements futurs. Son amour pour Eliane Papaï, la future femme de Mension puis de Brau, sera commémoré dans Panégyrique par une allusion et une photo d’elle à l’allure fougueuse et rebelle.

## Carrière
Le scandale de la projection du film Traité de bave et d'éternité d'Isidore Isou au festival de Cannes (avril 1951) marque le jeune Debord et lui ouvre le champ de création qu’est le cinéma, le poussant à participer aux activités du mouvement lettriste, participation qui prendra fin en novembre 1952 à la suite d'un autre scandale, le « scandale Chaplin ». Entretemps, il participe à l'unique numéro de la revue Ion de Marc'O (avril 1952) en y publiant le scénario de la première version (avec images et bande sonore dissociée) de son film Hurlements en faveur de Sade dont le titre lui avait été suggéré par Isou. Le premier film de Debord, désormais sans images et visuellement proche de L'Anticoncept de Gil J. Wolman, alterne séquences noires et blanches et se compose d'une bande son où des phrases poétiques détournées de leur contexte d'origine, entrecoupées de longs silences, visent à accélérer le processus de négation-décomposition (ce que les lettristes appelaient le "ciselant") dans le cinéma, déjà largement entamé dans les autres arts, notamment en peinture avec le Carré blanc sur fond blanc de Kasimir Malevitch ou en littérature avec le Finnegans Wake de James Joyce et passer plus directement au projet du dépassement de l'Art, au cœur des préoccupations de Debord et des lettristes. L'Internationale situationniste précisera des années plus tard, à propos de ce film, que « l'action réelle de l'avant-garde négative (…) n'a été (…) avant-garde de l'absence pure mais toujours mise en scène du scandale de l'absence pour appeler à une présence désirée ». Debord pose ici la limite, le point de départ qui l’amènera ensuite à la création de l’IS.

### Lettrisme
C'est ainsi qu'en novembre 1952 se constitue l'Internationale lettriste (IL), qui marque ses distances avec le lettrisme d'Isou en revendiquant une attitude plus proche des anarchistes et des marxistes révolutionnaires que de l'idéal de « créativité généralisée » voulue par Isou. En 1953, Debord trace à la craie sur un mur de la Rue de Seine l'inscription « Ne travaillez jamais », marquant ainsi son rejet du salariat qu'il maintiendra tout au long de sa vie. Ce slogan repris par les émeutiers réapparaîtra au moment des événements de Mai 68.
Les « internationaux » lettristes incarnent une sorte de Saint-Germain-des-Prés souterrain, loin des projecteurs braqués sur le Tabou et Les Deux Magots, vivant de façon clandestine leur refus de la norme sociale dans ce Paris de l'après-guerre pas encore rénové par les urbanistes pour lequel ces lettristes se passionnent, y voyant le décor possible, à condition de l'étendre et de l'aménager, pour une future civilisation du jeu qui semble à même de se réaliser dans l'avenir. Le bar Chez Moineau, rue du Four à Paris, devient leur quartier général. Plusieurs livres témoignent de cette période, notamment écrits, comme ceux de Jean-Michel Mension dans La tribu et Le Temps-gage ou de Patrick Straram dans Les bouteilles se couchent, ou de photos, comme celui du hollandais Ed van der Elsken Love on the left bank. Debord, par la suite, se remémorera souvent cette brève période de sa vie, notamment dans l'ouvrage énigmatique Mémoires "entièrement composé d'éléments préfabriqués sur des structures portantes d'Asger Jorn", toujours avec une grande nostalgie. Dans ces années-là, sont élaborés les concepts de psychogéographie et dérive et les membres de l'Internationale lettriste (Ivan Chtcheglov, alias Gilles Ivain, Mohamed Dahou, Guy-Ernest Debord, Gaëtan M. Langlais, Michèle Bernstein, Patrick Straram et Gil J Wolman) s'emploient à explorer la ville de Paris, pour y découvrir les différentes ambiances propices au dépaysement psychogéographique. À la même époque, paraissent plusieurs ouvrages sur ce Paris millénaire et secret voué à disparaître quelques années plus tard sous les pelleteuses, dont certains inspireront Debord : Paris insolite de Jean-Paul Clébert, Rue des maléfices de Jacques Yonnet ou encore Le Vin des rues de Robert Giraud. Il rendra hommage également dans Panégyrique à l'historien Louis Chevalier qui dénoncera cette destruction dans L'Assassinat de Paris.

### Fondation de la revuePotlatch
Succédant aux quatre numéros d’Internationale Lettriste, “bulletin” à parution aléatoire et aux  formats fluctuants et hasardeux, l'I.L. fonde la revue Potlatch qui commence à paraître en 1954. Le programme de Potlatch annonce : « nous travaillons à l’établissement conscient et collectif d’une nouvelle civilisation ». Dans la revue belge Les Lèvres nues (1954-1958), Debord déclare :

« Entre les divers procédés "situationnistes", la dérive se présente comme une technique du passage hâtif à travers des ambiances variées. Le concept de dérive est indissolublement lié à la reconnaissance d’effets de nature psychogéographique, et à l’affirmation d’un comportement ludique-constructif, ce qui l’oppose en tous points aux notions classiques de voyage et de promenade. »

C'est dans cette même revue fondée par les surréalistes Marcel Mariën et Paul Nougé que Debord et Wolman publient en 1956 un texte fondamental : Mode d'emploi du détournement. L'Internationale lettriste se démarque désormais radicalement du lettrisme isouïen, développant un travail théorique qui débouchera bientôt sur la création de l'Internationale situationniste.
Une bonne partie de l'ancienne avant-garde lettriste, restée auprès d'Isou et Lemaître, décide de ne pas suivre Debord dans ce qu'elle considère comme une déviation politique et continuera à se développer indépendamment de l'Internationale lettriste.

### Débuts de l'Internationale situationniste (IS)
1957 est pour Debord une année décisive où, à Cosio d'Arroscia en Italie, sont jetées les bases d’une nouvelle avant-garde qu'il définit dans une de ses correspondances comme le mouvement qui a dominé le passé et qui, à tout moment dans sa pratique comme dans sa théorie pratique, domine le présent. La dérive, la création de situations ludiques, etc., sont proposées par Debord dans le premier texte fondateur de cette nouvelle avant-garde :  Rapport sur la construction des situations et sur les conditions de l'organisation et de l'action de la tendance situationniste internationale. Dans ce premier texte, Debord amorce la notion de situation qu'il développera et réactivera plus tard en la confrontant à la théorie des moments d'Henri Lefebvre après leur rencontre début 1960, sollicitée par le philosophe en rupture de  parti communiste, fidèle lecteur de la revue IS qui lui est envoyée gracieusement depuis sa parution.
Les premières années sont marquées par un recrutement important d'artistes qui expérimentent différents procédés pouvant s'intégrer à une nouvelle architecture des villes appelée de leurs vœux par les situationnistes, notamment ce que le hollandais Constant nomme "urbanisme unitaire", et qui serait propice à l'invention ludique, la construction de situations et la réalisation de nouveaux désirs. L'I.S. s'attache en même temps, par des manifestations provocatrices, à faire la propagande, au sein de la culture officielle, d'un nouvel emploi, révolutionnaire, des arts (par exemple, lors de la réunion à Bruxelles, en avril 1958, de critiques d'art internationaux). L'I.S., en effet, estime que la crise des arts n'est que le symptôme de l'apparition d'un phénomène plus vaste : la possibilité de réaliser directement, pour la première fois dans l'Histoire, l'union de l'Art et de la vie, « non pour abaisser l'Art à la vie actuellement existante, mais au contraire pour élever la vie à ce que l'Art promettait », en s'emparant des moyens que la bourgeoisie a développés par l'accroissement de sa domination sur la nature :

« Nous parlons d'artistes libres, mais il n'y a pas de liberté artistique possible avant de nous être emparés des moyens accumulés par le XXe siècle, qui sont pour nous les vrais moyens de la production artistique, et qui condamnent ceux qui en sont privés à n'être pas des artistes de ce temps […]. La domination de la nature peut être révolutionnaire ou devenir l'arme absolue des forces du passé. »

Dans cette perspective, les situationnistes envisagent que « la construction des situations remplacera le théâtre seulement dans le sens où la construction réelle de la vie a remplacé toujours plus la religion ».

### Réinterprétation du luddisme
En 1959, Debord « rencontre le groupe d'intellectuels et d'ouvriers révolutionnaires Socialisme ou Barbarie . »
En 1960, Debord signe le Manifeste des 121 pour le droit à l'insoumission dans le cadre de la guerre d’Algérie.
Il continue sa création cinématographique, avec Sur le passage de quelques personnes à travers une assez courte unité de temps (1959) et Critique de la séparation (1961). Dans ces deux films, il fait un état des lieux de la vie aliénée, séparée par le quotidien marchand où chacun doit perdre sa vie pour rencontrer les autres dans le monde séparé de la marchandise.
Le mouvement s’accélère dans la critique, qui s’occupe de moins en moins de la mort de l’art, mais veut englober le projet de son dépassement avec celui d'une critique globale de la société. La nouveauté n’est pas la dénonciation du capitalisme ou de l’aliénation, mais bien la critique radicale tant dans la forme que dans le contenu du système marchand qui aliène les individus dans leur vie quotidienne. L'avenir n’est pas considéré comme situationniste, et c'est ce qui fonde la nouveauté de cette avant-garde. Les situationnistes considèrent, en ce début de ces années 1960, que les conditions pour une révolution sociale sont à nouveau favorables. L'IS fait ainsi un parallèle entre les actes criminels du XIXe siècle, le luddisme, interprété selon la vision marxiste comme le premier stade, encore primitif, de la constitution du mouvement ouvrier et ceux, encore incompris, de son époque :

« De même que la première organisation du prolétariat classique a été précédée, à la fin du XVIIIe et au début du XIXe siècle, d'une époque de gestes isolés, « criminels », visant à la destruction des machines de la production, qui éliminait les gens de leur travail, on assiste en ce moment à la première apparition d'une vague de vandalisme contre les « machines de la consommation », qui nous éliminent tout aussi sûrement de la vie,. »

Les situationnistes se déclarent les continuateurs de la Commune de 1871.

### Années de réalisation

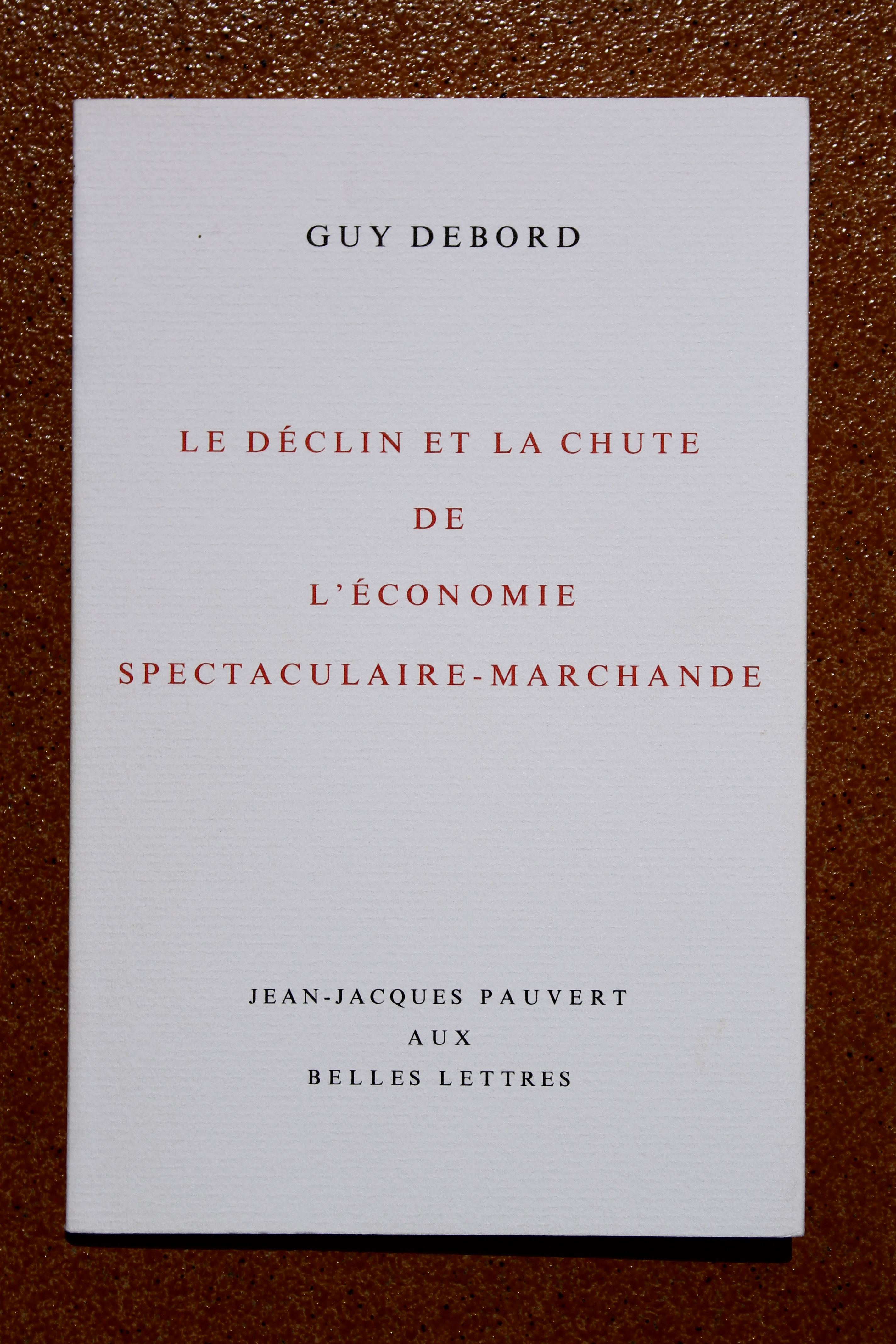
Le Déclin et la chute de l'économie spectaculaire-marchande, au sujet des émeutes de Watts, est publié sous forme de brochure en 1965, puis réédité en 1993 par les Belles Lettres.

Directeur de la revue Internationale situationniste, Debord l’anime avec le renfort de Raoul Vaneigem et du hongrois Attila Kotanyi. Leurs collaborations entraînent l’éviction des « artistes » et débouchent sur « les thèses de Hambourg » ; thèses qui se résument à la dernière de Marx sur Feuerbach : « il faut réaliser la philosophie ». Au programme, classique depuis les « thèses sur Feuerbach » que Marx assignait d'office au prolétariat, les situationnistes lui associent celui de dépasser et de réaliser l'art :

« C'est ainsi qu'à partir de l'art moderne - de la poésie - de son dépassement, de ce que l'art moderne a cherché et promis, à partir de la place nette, pour ainsi dire, qu'il a su faire dans les valeurs et les règles du comportement quotidien, on va voir maintenant reparaître la théorie révolutionnaire qui était venue dans la première moitié du XIXe siècle à partir de la philosophie (de la réflexion critique sur la philosophie, de la crise et de la mort de la philosophie). »

Le résultat le plus important en est la sortie coup sur coup de deux livres : La Société du spectacle de Debord (publié le 14 novembre 1967 initialement chez Buchet/Chastel) et Traité de savoir-vivre à l'usage des jeunes générations de Raoul Vaneigem (publié le 30 novembre 1967 chez Gallimard). Si le livre de Vaneigem est circonstanciel, celui de Debord est plus théorique dans la mesure où il repose sur la pensée et les œuvres de Georg Lukács, Karl Korsch, et surtout Marx et Hegel. Debord articule l’aliénation « nécessaire » d’Hegel avec ce que Marx appelle « le caractère fétiche de la marchandise et son secret » en se basant sur le travail de Lukács dans Histoire et conscience de classe, qui pose le sujet aliéné, la conscience de classe aliénée. À cette base économique de l’aliénation, il adjoint l’image de la marchandise médiatisée à outrance par la publicité qui vient des États-Unis (voir notamment le livre de Daniel J. Boorstin : « Nous n'allons pas mettre l'image à l'épreuve de la réalité, mais mettre la réalité à l'épreuve de l'image »). Debord en recommande la lecture autour de lui. Debord fait le lien que Boorstin et d’autres voient, comme Orwell dans Un peu d’air frais, avec le grand supermarché et la fin d’un monde, celui du capitalisme de chemin de fer, et l’avènement de la société dite du « spectacle ». Sur les deux versants : « spectacle diffus » de la société capitaliste à l’ouest, et « spectacle concentré » du capitalisme d'État des « démocraties populaires », il ne voit qu’une société spectaculaire-marchande qu’il faut abattre.
Le 22 novembre 1966 est publiée à Strasbourg une brochure anonyme (on sait aujourd'hui qu'elle a été principalement rédigée par Mustapha Khayati), De la misère en milieu étudiant. Pascal Dumontier la considère comme un événement indissociable des événements de mai 1968 dans son livre Les Situationnistes et Mai 1968, théorie et pratique de la révolution (1966-1972) (Éditions Gérard Lebovici, 1990). L’affaire fait scandale dès sa distribution, et le journal le Monde publie, le 26 novembre 1966, un article, « L’International situationnisme (sic) prend le pouvoir chez les étudiants strasbourgeois ». Quand arrive le 22 mars 1968 à Nanterre, l'IS occupe déjà, via les Enragés de René Riesel, une position alternative, critique et qualitative envers l'opposition officielle représentée par le Mouvement du 22-mars qui va cristalliser les mécontentements au sein de l'université et entraîner une réaction en chaîne. Certains situationnistes font partie du Conseil pour le maintien des occupations (CMDO).
Sa revue a déjà une grande renommée malgré des ventes en kiosque assez faibles de 400 exemplaires en moyenne (l’essentiel du tirage est envoyé aux abonnés, ou diffusé gratuitement par l’IS). Debord écrit, le 10 juin 1968, à un correspondant italien : « Nous avons presque fait une révolution (…) La grève est maintenant battue (principalement par la CGT) mais toute la société française est en crise pour longtemps » ; et le 24 décembre 1968 : « J'aime aussi beaucoup la citation du cardinal de Retz, non seulement en ce qu'elle rejoint les thèmes de l' « imagination au pouvoir » et de « Prenez vos désirs pour des réalités », mais aussi parce qu'il y a cette amusante parenté entre la Fronde de 1648 et mai : les deux seuls grands mouvements à Paris qui aient éclaté en réponse immédiate à des arrestations ; et l'un comme l'autre avec des barricades ». Pour Debord, Mai 68 est l’aboutissement logique de l'IS qu'il interprète comme « un mouvement révolutionnaire prolétarien, resurgissant d'un demi-siècle d'écrasement » « qui cherchait sa conscience théorique ». En 1969, le dernier numéro de la revue s'ouvre par : « Le commencement d'une époque ».

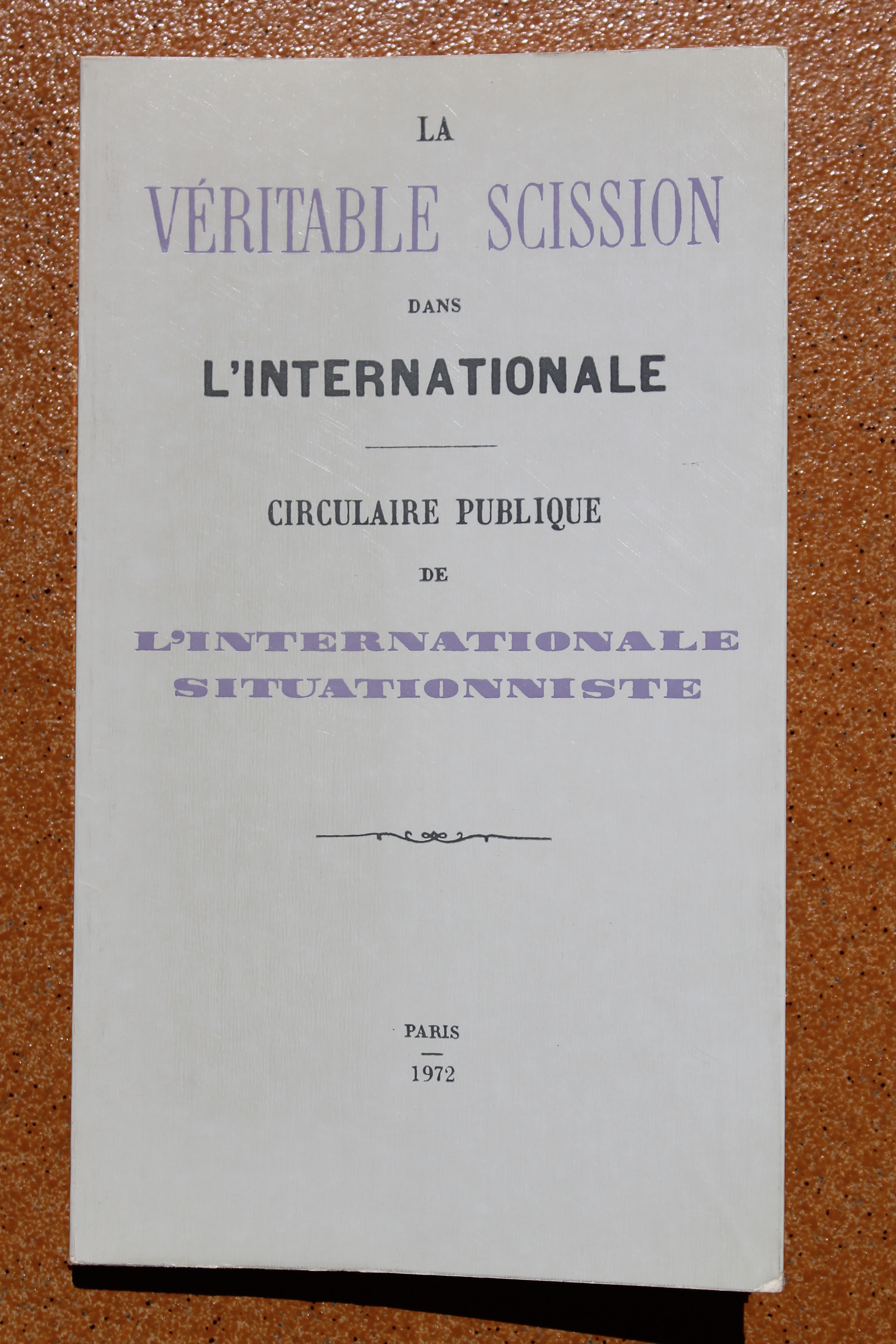
La Véritable Scission dans l'Internationale (1972).

Dans La Véritable Scission dans l'Internationale (Champ Libre, 1972), il règle ses comptes avec tous ceux qui veulent profiter de l'aura de l'IS et avance qu’une avant-garde doit savoir mourir quand elle a fait son temps. Vaneigem est très critiqué dans ce livre comme « tendance droitière » au sein de l'IS. Les « thèses de Hambourg » sont explicitées pour la première fois dans ce livre, « pour servir à l’histoire de l'IS ».

### Après l'I.S.
À partir des années 1970, la vie de Debord devient de plus en plus nomade : il séjourne, selon les saisons, entre Paris, l'Auvergne et la Toscane, ses séjours en Italie, notamment, lui permettent d'observer de près les menées contre-insurrectionnelles qu'un État moderne est à même de conduire dans le cadre de la résurgence de la subversion prolétarienne; dans ce contexte explosif, dans tous les sens du terme, des années de plomb, il continue à mener ses combats au côté de Gianfranco Sanguinetti, ancien situationniste de la deuxième section italienne avec qui il noue une longue amitié.
Il devient également un proche de Gérard Lebovici, qui finance coup sur coup trois films : l’adaptation de son livre La Société du spectacle (1973), puis un court-métrage en forme de pamphlet, Réfutation de tous les jugements, tant élogieux qu'hostiles, qui ont été jusqu'ici portés sur le film « La Société du spectacle » (1975). Mais c'est avec son film In girum imus nocte et consumimur igni (1978), un palindrome latin signifiant « Nous tournons en rond dans la nuit et nous sommes dévorés par le feu », qu’il arrive à pleine maturité. Il fait dans ce film un bilan mélancolique, mais sans amertume, de son parcours esthétique et politique et semble faire le deuil, dix ans après mai 1968, des espoirs révolutionnaires nés autour de cette période.

### Champ libre

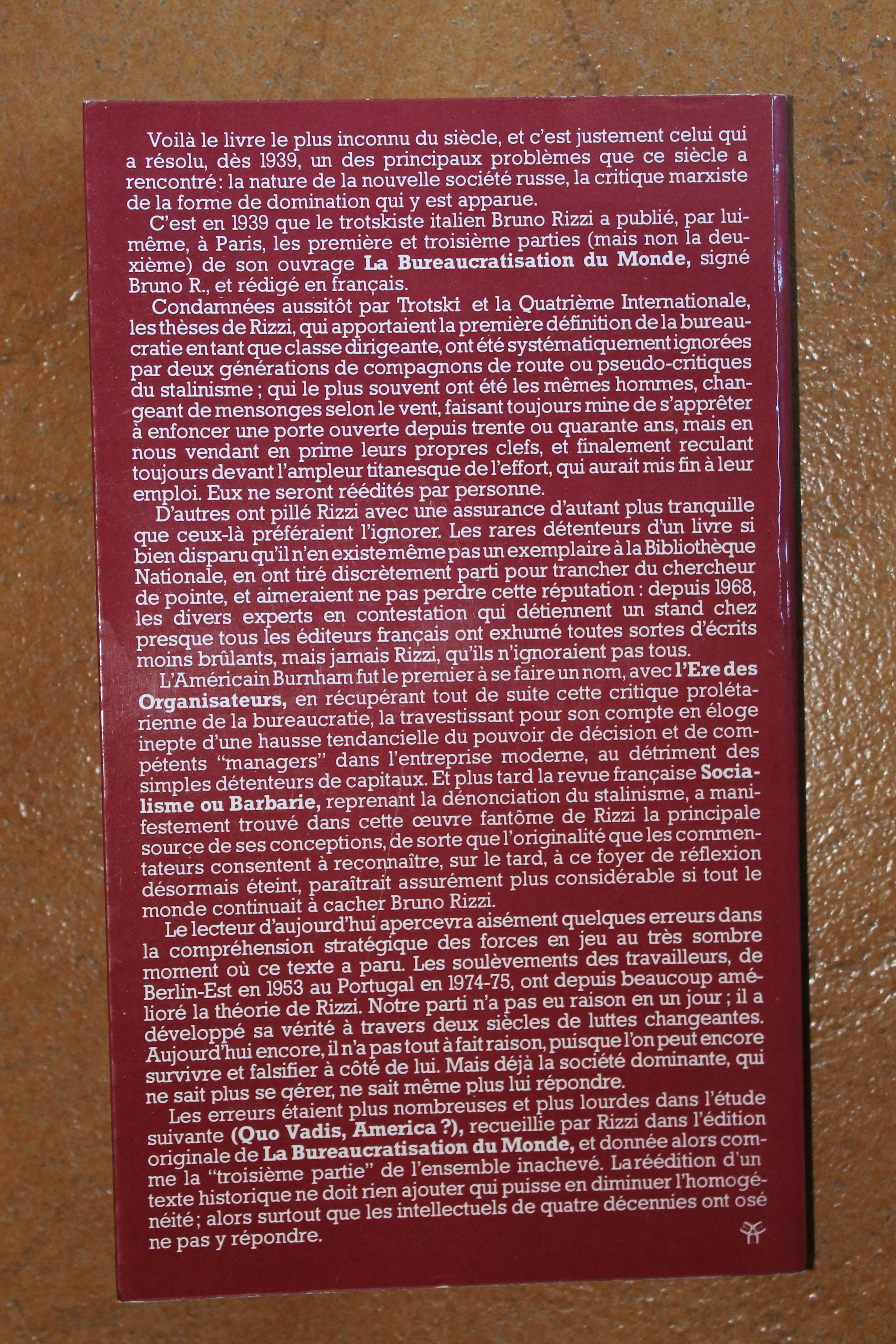
Quatrième de couverture rédigée par Guy Debord du livre de Bruno Rizzi, L'URSS : collectivisme bureaucratique. La Bureaucratisation du monde, éditions Champ Libre, 1977.

Debord, à partir de 1972, exerce une influence de plus en plus grande sur Champ libre, la maison d'édition de Gérard Lebovici qui l'édite. Debord y fait publier des auteurs qu'il estime importants : Gracián, Clausewitz, August von Cieszkowski, Anacharsis Cloots, Bruno Rizzi, Edward Sexby sans assumer toutefois une position officielle dans la nouvelle ligne éditoriale de cet éditeur atypique. La visée stratégique de Gérard Lebovici et Guy Debord à travers Champ libre est de mettre en lumière l'apparence des choses afin de mieux en dévoiler la réalité. Il s'agit d'un travail de déprogrammation, de contre-information, de démystification, dont Champ libre est le vecteur essentiel. Le but est de réagir à l'aliénation générale mortifère, au conditionnement médiatique de l'individu, à l'inculture générale obligatoire, à la tentation d'écarter de l'histoire des moments passionnants de l'art et de la vie, et plus généralement à la dégradation de la qualité de l'existence. Le catalogue de Champ libre inaugure un concept neuf et crucial, noble contrepoint à l'industrialisation en cours dans le monde de l'édition.
En 1979, Debord publie sa Préface à la quatrième édition italienne de la Société du spectacle où il analyse l'assassinat d'Aldo Moro par les Brigades rouges qu'il considère manipulées par les services secrets. Des divergences sur cette affaire avec Gianfranco Sanguinetti entraînent leur rupture. La même année, il traduit les Stances sur la mort de son père de Jorge Manrique et le témoignage d'un anarchiste espagnol de la Colonne de fer, Protestation devant les libertaires du présent et du futur sur les capitulations de 1937, que lui avait fait connaître une amie espagnole, Antónia Lopez-Pintor, et se passionne de plus en plus pour l'Espagne, son peuple et sa langue. Vers 1969, il fait un voyage jusqu'au village médiéval de Rello en Castille-et-León, voyage qui fera plus tard l'objet d'un récit d'Alice Becker-Ho intitulé Là s'en vont les seigneuries (2003). Debord loue un appartement à Séville au cours des années 1980. En 1980, il écrit un texte qui sera publié dans Appels de la prison de Ségovie pour faire libérer des insurgés espagnols.

### Assassinat de Gérard Lebovici

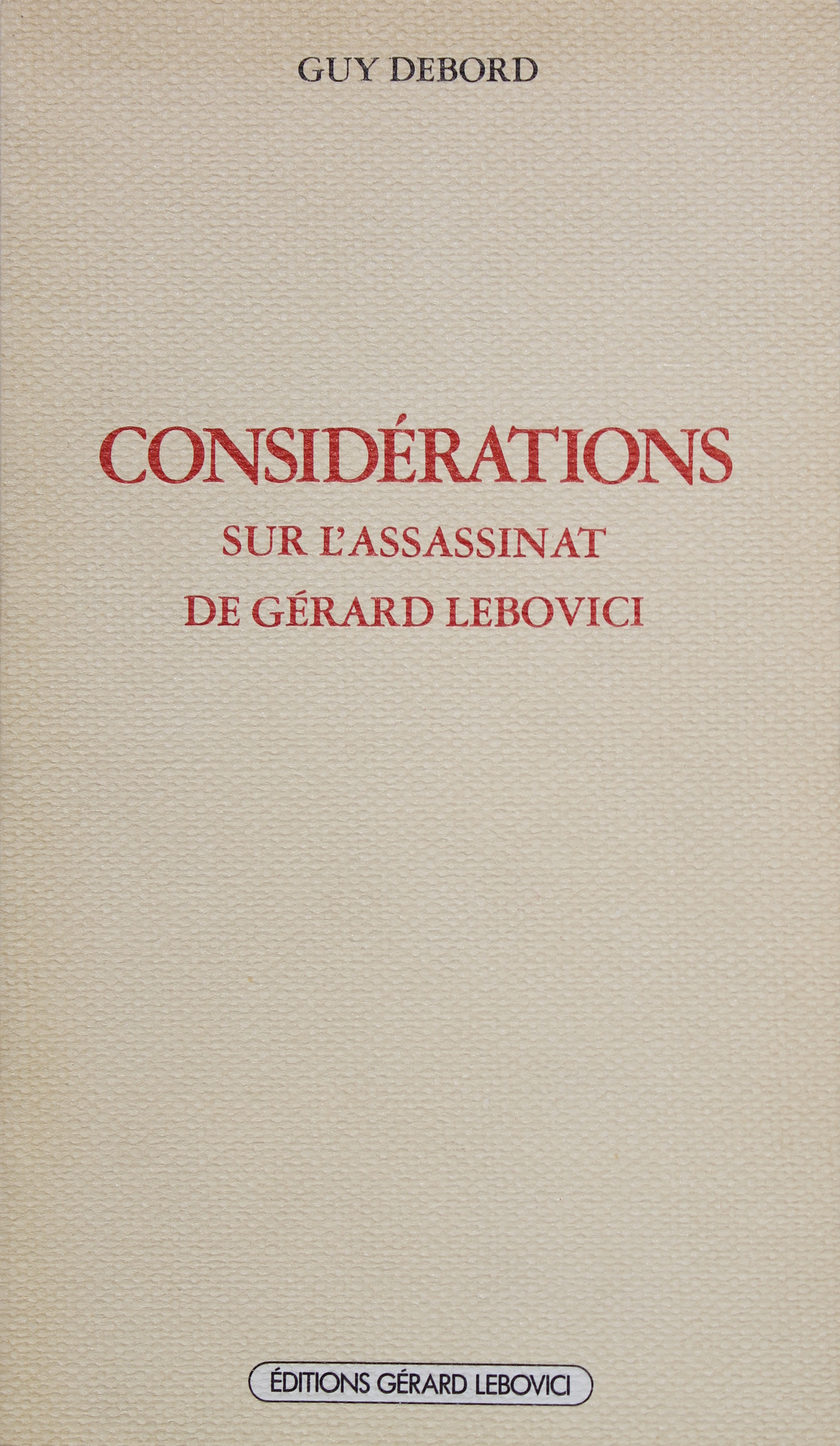
Couverture de Considérations sur l'assassinat de Gérard Lebovici, 1985.

À la suite de l'assassinat le 5 mars 1984 — non élucidé à ce jour — de son ami et producteur de cinéma Gérard Lebovici dans un parking de l'avenue Foch, il est mis en cause et largement accusé par la presse, toutes tendances confondues, certains journaux allant même jusqu'à l'accuser d'être responsable directement ou indirectement du meurtre. Debord, pour une fois, ne se contente pas d'encaisser les coups, mais saisit la justice pour défendre son honneur : il intente des procès en diffamation contre quelques titres et les gagne. Il revient sur cette période et ces événements dans Considérations sur l'assassinat de Gérard Lebovici publiées en février 1985. Dans ce livre, où il manifeste une colère froide envers ceux qu'il appelle « les employés aux écritures du système du mensonge spectaculaire », il renvoie dos à dos ceux qui le calomnient et ceux qui le défendent, tous accusés de collaborer avec un système qu'il a condamné dans sa totalité : « la bassesse ne se divise pas. » Il révèle également la conversation, primordiale selon lui, entre Francis Ryck et Marie-Christine de Montbrial, amie proche de l'éditeur, et le 28 janvier 1986, décide de ne plus la voir du fait de son témoignage auprès de la police et des contacts qu'elle aurait conservés avec Ryck, dont il juge l'attitude ambiguë. Elle prévoyait d'adapter au cinéma son livre : Kriegspiel (Le Jeu de la guerre). En hommage à son ami, Debord décide d'interdire la diffusion de ses films en France jusqu'à sa mort en même temps que de figurer de façon plus marquée au catalogue de Champ libre, devenu éditions Gérard Lebovici, et manifeste, en privé, un soutien sans faille à sa veuve qui poursuit l'œuvre de son mari.

### Années 1980
En novembre 1985, Guy Debord aide Mezioud Ouldamer à élaborer l'essai Le Cauchemar immigré dans la décomposition de la France en lui envoyant de la documentation et des recommandations,.
En 1988, les Commentaires sur la société du spectacle, inspirés notamment par la situation en France et l'observation de la situation politique de l'Italie des années 1970, notent la convergence – récente à l'époque – entre les deux variantes d'organisation du capital, de la société du spectacle, vers le stade du spectaculaire intégré. Il montre que c’est en France et en Italie que le spectaculaire est le plus avancé. Le mensonge, la corruption et le poids des services secrets et autres officines caractérisent les derniers développements au stade du spectaculaire intégré. Comme le rappelle Shigenobu Gonzalves dans Guy Debord ou la beauté du négatif (éditions Mille et une nuits, 1998, p. 49, réédition 2002 éditions Nautilus, p. 56), « Debord annonce, dans l'indifférence générale, l'effondrement des dictatures bureaucratiques des pays de l'Est ». Dans la Préface à la quatrième édition italienne de « La Société du spectacle », il revient sur l'activité des Brigades rouges et leurs liens avec les services italiens, et analyse comment la fraction droitière du parti démocrate-chrétien incarnée par Andreotti, la loge P2 et des officines ont conduit à l'élimination d'Aldo Moro, hypothèse étayée aujourd'hui par différents travaux et témoignages.
Dans les années 1980, il s'attelle à un nouveau projet de dictionnaire encore inédit à ce jour et rédige quelques textes pour la revue post-situationniste l'Encyclopédie des Nuisances. En 1988 une brève polémique privée l'oppose à Jean-Pierre Baudet au sujet de l'œuvre de Günther Anders dont certaines analyses pouvaient sembler annoncer ou anticiper celles de Debord. Debord reproche à Baudet d'avoir artificiellement restitué le premier volume de L'Obsolescence de l'Homme en lui ayant « fait employer quelques termes pris dans les plus récents commentaires sur le spectacle » dans sa lettre du 22 septembre 1988. En effet, le résumé envoyé par Baudet le 14 septembre 1988 contient par exemple ce fragment : « dans le spectacle [terme inexistant chez Anders mais dont le besoin se fait sans cesse ressentir], on agit sur le réel pour y retrouver l'image (le simulacre) » (p. 297 de Correspondance avec Guy Debord J.F. Martos, éd. Le fin mot de l'Histoire). Baudet se défend d'avoir « debordisé » Anders dans une lettre adressée à J.-F. Martos le 26 septembre puis répond crânement à Debord dans une lettre datée du 3 octobre de la même année :   « Si cet Anders de 1956, si méprisable, te paraît ressembler au Debord de 1988, il faut peut-être revoir l'ensemble de ton appréciation négative. Et reposer dans ces conditions la fameuse question : Qui s'y intéresse ? » . Quant à l'anticipation supposée des analyses de Debord par Anders, Debord renvoie discrètement à Lukács en opérant un détournement entre parenthèses dans sa lettre du 22 : « (Il serait aussi amusant de montrer comme on peut rajeunir Kant en le retraduisant avec une part du vocabulaire de Freud, opération facilitée par le fait que l'un et l'autre avaient lu Platon) ». Or on peut lire dans La Réification et la Conscience du prolétariat (p. 142 de Histoire et Conscience de classe) : « Il est donc tout aussi arbitraire - du point de vue d'une interprétation adéquate - de s'imaginer découvrir dans Platon un précurseur de Kant, comme le fait par exemple Natorp, que d'entreprendre, comme Thomas d'Aquin, d'édifier une philosophie sur Aristote ».
Pour montrer par l'exemple qu'une autre vie est possible, il s'attache également à décrire son expérience personnelle dans Panégyrique dont le style a parfois été comparé à celui du cardinal de Retz ou de La Rochefoucauld même si lui-même récusait cette comparaison car il lui arrivait parfois de réutiliser ou détourner des tournures ou formules tirées des textes de ces auteurs. Cette technique de détournement des citations avait été créée par Isidore Ducasse. Debord confie au philosophe italien Giorgio Agamben qu'il n'est pas un philosophe mais un stratège.
Gros buveur depuis ses jeunes années et atteint d'une polynévrite alcoolique remarquée à l'automne 1990, Debord est durant un temps soigné par Michel Bounan, un médecin et homéopathe proche de ses idées. Prenant les devants face à cette maladie incurable, il se donne la mort en fin d'après-midi le mercredi 30 novembre 1994 dans sa maison de Champot, le Minour, près de Bellevue-la-Montagne dans la Haute-Loire. Dans un extrait de Panégyrique, il exprime malgré tout son amour pour l'alcool, et pour ce que l'ivresse lui a apporté dans sa vie et son œuvre, en restant conscient que son état de santé était entièrement lié à son alcoolisme avoué et assumé. Marié à Michèle Bernstein en 1954, il avait épousé, en secondes noces, Alice Becker-Ho en 1972. C'est elle qui dispersera ses cendres dans la Seine depuis la pointe du square du Vert-Galant sur l'ile de la Cité à Paris qu'il fréquenta jeune du temps de l'Internationale lettriste.
En janvier 2009, l'État français décide de classer l'ensemble des archives de Guy Debord au patrimoine national dans un arrêté s'opposant à leur acquisition par l'université Yale. Cet arrêté précise que ces archives revêtent « une grande importance pour l'histoire des idées de la seconde moitié du XXe siècle et la connaissance du travail toujours controversé de l'un des derniers grands intellectuels de cette période » (Journal officiel de la République française du 12 février 2009). La Bibliothèque nationale de France signe en mars 2010 un accord avec Alice Becker-Ho pour l'achat de ces archives,. Debord fait l'objet, au printemps 2013, d'une exposition et d'un colloque organisés par la BnF.

## Pensée et théorie

### Rapport à Marx et Lukács
Anselm Jappe, dans un essai remarqué sur Guy Debord, montre que « la compréhension des théories de Debord nécessite avant tout que l'on fixe sa place parmi les théories marxistes ». En effet, à la suite aussi des influences de Henri Lefebvre, Joseph Gabel ou de Socialisme ou Barbarie, dès le chapitre deux de La Société du spectacle, Debord s'appuie sur les théories de Karl Marx pour construire sa théorie du Spectacle et parmi les penseurs marxistes, Georg Lukács compte parmi ceux qui ont eu une influence décisive sur ses écrits théoriques. Pour Jappe il faut donc rattacher la théorie du Spectacle à la question de l'analyse de la marchandise, de la réification, de la valeur et du fétichisme de la marchandise, car Debord s'appuie sur celle-ci pour élaborer son concept critique de spectacle. En recentrant la théorie de Debord sur son rapport à Marx, Jappe montre aussi que le spectacle ne peut pas être réduit à une logique immanente à « l'image » en elle-même comme le pensent certains interprètes, car ce dont veut rendre compte le concept critique de spectacle c'est que « le spectacle n’est pas un ensemble d’images, mais un rapport social entre des personnes, médiatisé par des images » (thèse 4 de La Société du spectacle). Debord ne traite donc pas du « Spectacle » de manière transhistorique mais en fait une caractéristique essentielle de la société contemporaine. Il ne s'inscrit donc pas dans la continuité des « philosophies de l'image » précédentes et il n'y a aucune haine de l'image chez Debord, comme le montre son œuvre cinématographique.
Ainsi, la première thèse de La Société du spectacle détourne la première phrase du Capital, où l'immense accumulation de marchandises déjà constatée par Marx comme réduction de la vie humaine et de son environnement aux critères purement quantitatifs s'est encore aggravée dans le cadre d'une société qui ne peut plus proposer la qualité, que de manière purement abstraite c'est-à-dire sur le plan de l'image, cette qualité ayant été, depuis longtemps, éliminée de la vie empirique des hommes. En démontrant que Debord s'appuie sur l'interprétation que Lukács fait de la pensée de Marx à travers son identification de la marchandise « comme catégorie universelle de l'être social total », Anselm Jappe écrit donc que « Le problème n'est pas uniquement l'infidélité de l'image par rapport à ce qu'elle représente, mais l'état même de la réalité qui doit être représentée », Jappe reconnaissant dans le premier cas « une conception superficielle du fétichisme de la marchandise qui n'y voit qu'une fausse représentation de la réalité ». Et d'ajouter que « ce que Debord critique n'est donc pas l'image en tant que telle, mais la forme image en tant que développement de la forme-valeur » elle-même issue de « la victoire d'annihilation qu'a remportée, sur le terrain de l'économie, la valeur d'échange dressée contre la valeur d'usage », par laquelle se constitue l'économie politique (« [Claude Lefort] impute faussement à Debord d'avoir dit que « la production de la fantasmagorie commande celle des marchandises », au lieu du contraire - ce contraire qui est une évidence clairement énoncée dans La Société du spectacle, notamment dans le deuxième chapitre ; le spectacle n'étant défini que comme un moment du développement de la production de la marchandise »).

### Inversion
Cette inversion, typique de la société de la marchandise, où le travail concret devient l'attribut du travail abstrait, la valeur d'usage celui de la valeur d'échange, que Marx a analysée dans le premier chapitre du Capital surtout dans sa quatrième partie intitulée « le caractère fétiche de la marchandise et son secret » est reprise pour désigner « le développement le plus extrême de cette tendance à l'abstraction » qu'est le spectacle, et Debord peut dire de celui-ci que son « mode d'être concret est justement l'abstraction ». La théorie du spectacle de Debord est donc une description de l'étape ultérieure du développement de l'« abstraction réelle, » de la forme-valeur (ou forme-marchandise), de la soumission du corps social à ses lois qui modèle l'ensemble de la société selon ses exigences, non plus seulement dans la sphère de la production, comme le remarquait Marx à propos du premier stade de l'économie politique, dans ses manuscrits de 1844, mais aussi dans la sphère du « temps libre », par le biais de l'image de la fausse cohésion sociale que présente le spectacle qui, à la fois, visualise le lien social aliéné entre les hommes (pour Marx, « le capital est un rapport social entre personnes, lequel rapport s'établit par l'intermédiaire des choses ») et matérialise, subséquemment, par la réussite concrète de cette idéologie, le résultat de la puissance accumulée, qu'ils contribuent eux-mêmes à édifier, revenant ensuite « fragmentairement à l'individu fragmentaire, absolument séparé des forces productives opérant comme un ensemble, » en tant qu'« abondance de la dépossession », « survie augmentée » qui « ne cesse de contenir la privation ». On peut ainsi retracer le parcours qui part du travail abstrait pour se représenter d'abord dans la valeur d'échange puis se matérialiser dans l'argent; l'accumulation d'argent qui se transforme ensuite, passé un certain seuil, en capital ; pour aboutir enfin au « spectacle » lui-même qui est « le capital à un tel degré d'accumulation qu'il devient image ».

### Abstrait
Cette idéologie sous-jacente, par laquelle la classe bourgeoise impose le résultat irrationnel de son mode de production comme ensemble rationnel cohérent et indiscutable à l'admiration de la foule atomisée où toute communication directe entre producteurs s'est dissoute avec celle des communautés, « dictature totalitaire du fragment » qui masque « les ensembles et leur mouvement », influence à son tour l'activité sociale réelle de sorte que, par « là où le monde réel se change en simples images, les simples images deviennent des êtres réels, et les motivations efficientes d'un comportement hypnotique », l'idéologie se matérialise.
Debord oppose la « force matérielle abstraitement possédée par la société », abstraitement parce que monopolisée par les spécialistes au pouvoir et maintenue dans les cadres hiérarchiques et étouffants du vieux monde d'un côté, et la dépossession du prolétariat, renforcé objectivement, en ces années 1960, par la généralisation du salariat, identifié comme « l'immense majorité des travailleurs qui ont perdu tout pouvoir sur l'emploi de leur vie », source de cette même force matérielle, de l'autre, qui, malgré le fait qu'elle ait libéré la société de la survie immédiate « n'est pas davantage affranchie de l'ancienne pénurie puisqu'elle exige la participation de la grande majorité des hommes, comme travailleurs salariés, à la poursuite infinie de son effort ; et que chacun sait qu'il lui faut s'y soumettre ou mourir. ». Au contraire de nombre de penseurs et sociologues de sa date, Debord n'abandonne pas la pensée de Marx, parce que celui-ci se serait superficiellement trompé sur la paupérisation inéluctable du prolétariat, hypothèse effectivement démentie en ces années 1960, mais reprend son œuvre en la confrontant aux changements inattendus de son époque pour comprendre comment « la vieille société de classes s'était maintenue partout en modernisant considérablement son oppression, et en développant avec toujours plus d'abondance ses contradictions », et pour conclure, en somme, « que le SPECTACLE était le nouveau visage du CAPITAL ayant provisoirement résolu ses contradictions initiales ; et qu'il fallait reprendre la critique de Marx à partir de cette nouvelle réalité ».

### Le spectacle comme religion
Par sa référence explicite à L'Essence du christianisme de Ludwig Feuerbach, Debord identifie le spectacle à la retombée, à un niveau supérieur, de la société dans le mythe, une nouvelle religion (dans le sens de la projection imaginaire de l'homme dans une transcendance dont il ne reconnaît pas qu'elle n'est que l'incarnation de ses propres pouvoirs détachés de lui-même), où l'homme, bien que sujet conscient par rapport à la nature (« le grand projet de la bourgeoisie ») ne l'est pas encore devenu à l'égard de sa propre production, qui s'impose, alors, comme un nouveau fatum. Dans ce contexte, « l'adversaire du prolétariat n'est en définitive que le produit de sa propre activité aliénée, que ce soit sous la forme économique du capital, sous la forme politique des bureaucraties syndicales ou de parti, ou bien sous la forme psychologique du conditionnement spectaculaire ». Jappe analyse cette nouvelle fatalité en ces termes :

« L'économie marchande se présente comme le successeur de la nature et la bourgeoisie comme son gestionnaire. Le fait que le vrai fondement de l'histoire soit l'économie, c'est-à-dire un produit de l'homme, doit demeurer dans l'inconscient ; et donc la possibilité d'une histoire consciente et vécue par tous doit rester dans l'ombre. C'est dans ce sens que Debord interprète la célèbre parole de Marx dans Misère de la philosophie, selon laquelle la bourgeoisie, après avoir pris le pouvoir, pense qu' "il y a eu de l'histoire, mais il n'y en a plus" (La Société du spectacle, thèse 143). »

### Là où était leçaéconomique doit venir leje
Debord, à la suite de Lukács, approuve le fait que l'économie soit arrivée à diriger toute la vie sociale car ce n'est que comme cela qu'elle peut quitter sa base inconsciente et être enfin reconnue pleinement par les individus :

« Mais l'économie autonome se sépare à jamais du besoin profond dans la mesure même où elle sort de l'inconscient social qui dépendait d'elle sans le savoir » ; « Au moment où la société découvre qu'elle dépend de l'économie, l'économie, en fait, dépend d'elle. Cette puissance souterraine, qui a grandi jusqu'à paraître souverainement, a aussi perdu sa puissance. Là où était le ça économique doit venir le je. »

Le ça économique peut donc être identifié aux forces de l'inconscient social par lesquelles l'économie politique maintient inchangés ses rapports de production et empêche, corollairement, que soient réorientées, souverainement, les forces productives. Ceci est devenu aujourd'hui particulièrement flagrant avec le phénomène de la pollution que l'IS avait, en quelque sorte, anticipée en prenant en compte les deux termes de l'alternative :

« Le vieux schéma de la contradiction entre forces productives et rapports de production ne doit certes plus se comprendre comme une condamnation automatique à court terme de la production capitaliste qui stagnerait et deviendrait incapable de continuer son développement. Mais cette contradiction doit se lire comme la condamnation (dont il reste à tenter l'exécution avec les armes qu'il faudra) du développement à la fois mesquin et dangereux que se ménage l'autorégulation de cette production, en regard du grandiose développement possible qui s'appuierait sur la présente infrastructure économique. »

### Une société toujours plus malade
Debord ne fait que confirmer ces réflexions anciennes de l'IS quand ce phénomène de la pollution apparaît effectivement au début des années 1970, n'y voyant, à cet égard, « rien de foncièrement nouveau » mais seulement « la fin forcée du processus ancien » le symptôme d'une société qui n'a pas encore dépassé sa division en classes antagonistes par laquelle s'exerce « la dictature de l'économie indépendante sur la société » et qui engendre, de ce fait, de nouvelles contradictions liées au développement purement quantitatif de la marchandise « où l'on a sciemment intégré l'usure aux objets produits aussi bien qu'à leurs images spectaculaires, pour maintenir le caractère saisonnier de la consommation, qui justifie l'incessante reprise de l'effort productif et maintient la proximité de la pénurie », mais qui se transforme, avec le temps, en « réalité cumulative » et « revient sous la forme de la pollution » :

« Une société toujours plus malade, mais toujours plus puissante, a recréé partout concrètement le monde comme environnement et décor de sa maladie, en tant que planète malade. Une société qui n'est pas encore devenue homogène et qui n'est pas déterminée par elle-même, mais toujours plus par une partie d'elle-même qui se place au-dessus d'elle, qui lui est extérieure a développé un mouvement de domination de la nature qui ne s'est pas dominé lui-même. Le capitalisme a enfin apporté la preuve, par son propre mouvement, qu'il ne peut plus développer les forces productives ; et ceci non pas quantitativement, comme beaucoup avaient cru le comprendre, mais qualitativement. »

### Un monde réellement inversé
Dans ce contexte d'un « monde réellement renversé » où « le vrai est un moment du faux », Debord rejoint certaines conclusions de Günther Anders dans L'obsolescence de l'homme (1956) quand il annonce que « l'histoire des idéologies est finie » : Le « Tout est moins vrai que la somme des vérités de ses parties ou, pour retourner la célèbre phrase de Hegel : « Le Tout est le mensonge, seul le Tout est le mensonge. »  La tâche de ceux qui nous livrent l'image du monde consiste ainsi à confectionner à notre intention un Tout mensonger à partir de multiples vérités partielles. » ; « Notre monde actuel est « postidéologique » : il n'a plus besoin d'idéologie. Ce qui signifie qu'il est inutile d'arranger après coup de fausses visions du monde, des visions qui diffèrent du monde, des idéologies, puisque le cours du monde lui-même est déjà un spectacle arrangé. Mentir devient superflu quand le mensonge est devenu vrai. »
Enfin on peut signaler que Debord compte parmi les négateurs de l'authenticité de l'armée de terre cuite enterrée sur le site du mausolée du premier empereur de Chine : en 1988, dans ses Commentaires sur la société du spectacle, il qualifiait de « faux bureaucratique » l'armée enterrée, inscrite depuis le 4 avril 1987 sur la liste du patrimoine mondial de l'humanité établie par l'UNESCO.

## Postérité

### Points de vue de A. Jappe et G. Briche
Anselm Jappe comme Gérard Briche et, plus largement, les théoriciens de la critique de la valeur (Krisis) considèrent que Debord n'est pas allé jusqu'au bout du chemin. Pour ces auteurs, on peut lui reprocher de rester dans le marxisme traditionnel quand il ne se déprend pas de la solidarité prolétarienne avec la classe ouvrière (éloge du conseillisme notamment), ou encore faire valoir que l'ambiguïté du statut de réalité du concept de spectacle rend possible une compréhension idéalisante du fétichisme (mais le concept de spectacle ne théorise pas quelque chose qui serait comme une manipulation mentale, car ce concept n'informe pas une théorie de la communication moderne ou une théorie du dévoiement publicitaire de la politique). Sur le premier point, ainsi que le remarque Briche à la suite de Jappe, à l'inverse de ce que pensait Debord, l'analyse de la marchandise débouche plutôt sur l'idée que « bourgeois et prolétaires ne sont que des agents de fonction du cycle de la valorisation. Et on touche là à l’équivoque de la critique situationniste de la marchandise et de la notion de spectacle. Une équivoque que l’Internationale partage d’ailleurs avec l’ensemble du marxisme traditionnel, y compris dans ses courants hétérodoxes ». Quant au slogan situationniste « Ne travaillez jamais ! », écrit par Debord en 1953 sur un mur de la rue de Seine à Paris, il a été seulement développé dans une vision romantique (du reste, certains textes de l'IS adhèrent en même temps à l'utopie libératrice de l'automatisme technologique), en sous-estimant la critique radicale du travail abstrait qu'il y a dans la théorie. C'est à ce débat sur les limites de Debord au regard de la critique de la valeur que renvoie le dernier chapitre du livre de Jappe, Passé et présent d'une théorie. Debord a été aussi fortement influencé par les théories sur Le Soulèvement de la jeunesse (1949) d'Isidore Isou, auteur qu'il a fréquenté au début des années 1950. Dans L'Avant-garde inacceptable : réflexions sur Guy Debord, Jappe revient de manière critique sur l'idée que la pensée de Debord serait en cours de « récupération » et de « dissolution » – via la vulgarisation du concept de « spectacle » dans les médias –, en montrant les erreurs d'interprétation courantes du concept de « spectacle » (dénaturation de la politique, essor de la publicité, etc.). Restée encore largement incomprise malgré sa relative médiatisation, la pensée de Debord en serait, d'après lui, d'autant plus subversive.

### F. Schiffter:Contre Debord
Pour sa part, Frédéric Schiffter, dans un pamphlet intitulé Contre Debord, considère la théorie du spectacle comme une simple reprise des idées de Jean-Jacques Rousseau et de Platon, et plus généralement relève dans les écrits de Debord une posture moralisatrice non dénuée de présupposés métaphysiques à ses yeux rebattus : « La notion de spectacle suggère que l'"essence" de l'homme s'est perdue dans le flux du temps depuis l'avènement du mode de production et d'échange marchand. Selon Debord, cette essence se serait "éloignée dans une représentation". Quelle est-elle au juste ? Debord se garda bien d'en donner la moindre définition […] ». Toutefois Jappe semble avoir indirectement dissipé cette prétendue aporie de la pensée de Debord dénoncée par Schiffter en précisant, dans son livre Les Aventures de la marchandise, qu'« il faut concevoir la théorie du fétichisme comme théorie de la naissance historique du sujet et de l'objet dans des formes aliénées dès le début » et que « dépasser le fétichisme ne peut donc signifier restituer ses prédicats à un sujet qui déjà existe en soi et dont l'essence a été aliénée ».

### Approbation de J. Ellul
Jacques Ellul, qui a rencontré Debord en 1962 et qui avait souhaité collaborer avec lui, observait en 1969 : 

« Les situationnistes ont pris conscience que la société technicienne est avant tout une société globale, qui implique une révolution globale et que les mouvements politiques prétendument révolutionnaires passent tous à côté de l'urgence révolutionnaire actuelle. En particulier, la critique faite par Debord du communisme, du socialisme et de l'anarchisme est terriblement pertinente. »

### Valeur prédictive
Le philosophe Giorgio Agamben écrit, de son côté, en 1990 : 

« L’aspect sans doute le plus inquiétant des livres de Debord tient à l’acharnement avec lequel l’histoire semble s’être appliquée à confirmer ses analyses. Non seulement, vingt ans après La Société du spectacle, les Commentaires sur la société du spectacle (1988) ont pu enregistrer dans tous les domaines l’exactitude des diagnostics et des prévisions, mais entre-temps, le cours des événements s’est accéléré partout si uniformément dans la même direction, qu’à deux ans à peine de la sortie du livre, il semble que la politique mondiale ne soit plus aujourd’hui qu’une mise en scène parodique du scénario que celui-ci contenait. »

Dans un article du Monde diplomatique, Guy Scarpetta constatait en 2006 : 

« Situation paradoxale que celle de Guy Debord, dans le panorama intellectuel français : d’un côté, tout le monde le cite, fait référence à lui, jusqu’aux agents même du spectacle dont il aura été toute sa vie l’adversaire ; d’un autre côté, on ne peut qu’être frappé de l’étrange discrétion de la presse devant la parution en volume de l’ensemble de ses œuvres. »

Enfin sont à citer les travaux de l'universitaire Jean-Marie Apostolidès qui après avoir publié en 1999 Les tombeaux de Guy Debord est revenu sur le sujet en 2015 avec une biographie intitulée Debord, le naufrageur (Paris, Flammarion). Fondé sur une documentation jusqu'ici inexploitée, cet ouvrage est très critique à l'égard tant de l'homme privé que du théoricien situationniste, et a à ce titre été vertement dénoncé par Gianfranco Sanguinetti qui y voit un travail à charge « “mou, médiocre et faux” […] mauvais dans l’intention, mauvais dans la méthode et donc très mauvais dans le résultat » et lui conteste jusqu'à la qualité de biographie.

## Internationale situationniste
Issue d'une jonction entre les lettristes les plus virulents et des membres du groupe Mouvement international pour un Bauhaus imaginiste d'Asger Jorn, l'Internationale situationniste est créée le 27 juillet 1957 à Cosio d'Arroscia en Italie. Après une brève période consacrée exclusivement à la recherche pratique du dépassement de l'art, les situationnistes s'emploient à refonder une théorie révolutionnaire du monde moderne. Ils critiquent à la fois la société spectaculaire-marchande à l'ouest et le capitalisme d'État à l'est. Proche quelque temps de Socialisme ou barbarie, groupe auquel participe Debord en 1960-61, et du philosophe marxiste Henri Lefebvre, ils deviennent nettement plus critiques et leur action ne cesse pas de s'intensifier au cours des années 1960, (quoique leur nombre dépasse rarement la douzaine). Ils prônent l'instauration de conseils ouvriers et jouent un rôle clef dans la révolte de Mai 68 en participant aux combats et en s'associant aux Enragés pour occuper la Sorbonne et répandre le mouvement de grève dans les usines dans la journée décisive du 15 mai 1968. Après ce succès (10 millions de grévistes « sauvages » dans toute la France), mais vite brisé par l'incapacité des éléments les plus radicaux à influer plus avant sur le mouvement ouvrier bien encadré, après un léger flottement, par ses syndicats attachés, quant à eux et comme toujours, à sauvegarder l'essentiel du régime en place (accords de Grenelle, dissolution des groupes d'extrême gauche), les situationnistes se réfugient en Belgique d'où ils donnent le texte Enragés et situationnistes dans le mouvement des occupations. Debord refusa de prendre un rôle de chef et prit soin de mettre fin à l'IS au moment où elle se trouvait envahie de « révolutionnaires » passifs et idéalistes qu'il nomma ironiquement les « pro-situ ». Il en profita pour expliquer très clairement la nécessité impérieuse de ce sabordage dans un texte capital pour comprendre les particularités des situationnistes : La Véritable scission dans l'Internationale Situationniste, édité en avril 1972.

### Le Jeu de la guerre

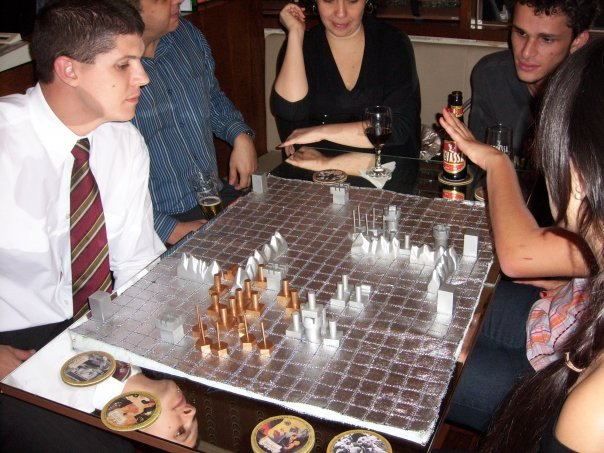
Le Jeu de la guerre au Class Wargames club night, Café com Letras, Belo Horizonte, Brésil, 29 avril 2009

En 1965, Guy Debord dépose le brevet d'un Jeu de la guerre (dit aussi Kriegspiel) qu'il avait imaginé dix ans plus tôt. En 1977, il s'associe à Gérard Lebovici pour fonder une société nommée « Les Jeux stratégiques et historiques » dont l'objet est la production et la publication de jeux. Quelques exemplaires en cuivre argenté du Jeu de la guerre seront réalisés par un artisan et une Règle du « Jeu de la guerre » est publiée en français et en anglais. En 1987, paraît le livre Le Jeu de la guerre (éd. Gérard Lebovici, puis Gallimard en 2006) présenté sous forme d'un « relevé des positions successives de toutes les forces au cours d'une partie ». Un modèle rudimentaire du jeu avait été diffusé dans le même temps. Ce jeu est basé sur les lois établies par la théorie de la guerre de Clausewitz et a donc pour modèle historique la guerre classique du XVIIIe siècle, prolongé par les guerres de la Révolution et de l'Empire.
Le Jeu de la guerre oppose deux adversaires sur un plateau de 500 cases de 20 lignes sur 25 colonnes. Le plateau est divisé en deux territoires (nord et sud) sur chacun desquels se trouvent une chaîne de montagne, un col, deux arsenaux et trois forteresses.
Chaque joueur a un réseau de lignes de communication qui doit être maintenu et protégé. Ces lignes de communication irradient des deux arsenaux de chaque joueur, sur les lignes verticales, horizontales et diagonales. Chaque joueur dispose aussi de deux unités de transmissions qui ont la capacité de réfléchir les lignes de communication. Les unités combattantes d'un même camp doivent rester en liaison avec ce réseau ou elles risquent d'être capturées. Les lignes de communication peuvent être interceptées par l'ennemi, et ont donc une importance stratégique primordiale.
Le but du jeu est de détruire l'ennemi, soit en éliminant toutes ses unités combattantes, soit en prenant ses deux arsenaux.
En 2007, l'éditeur britannique Atlas Press publie Le Jeu de la guerre en anglais (A Game of War) en incluant le plateau et les pièces du jeu. Une adaptation informatique du jeu est apparue sur internet en 2008.
Guy Debord, dans son livre Panégyrique publié en 1989, commente ainsi ce jeu : « Je me suis beaucoup intéressé à la guerre, aux théoriciens de la stratégie mais aussi aux souvenirs des batailles, ou de tant d’autres déchirements que l’histoire mentionne, remous de la surface du fleuve où s’écoule le temps. Je n’ignore pas que la guerre est le domaine du danger et de la déception ; plus même peut-être que les autres côtés de la vie. Cette considération n’a pourtant pas diminué l’attirance que j’ai ressentie pour ce côté-là.
J’ai donc étudié la logique de la guerre. J’ai d’ailleurs réussi, il y a déjà longtemps, à faire apparaître l’essentiel de ses mouvements sur un échiquier assez simple : les forces qui s’affrontent, et les nécessités contradictoires qui s’imposent aux opérations de chacun des deux partis. J’ai joué à ce jeu et, dans la conduite souvent difficile de ma vie, j’en ai utilisé quelques enseignements – pour cette vie, j’avais aussi fixé moi-même une règle du jeu ; et je l’ai suivie. Les surprises de ce Kriegspiel paraissent inépuisables ; et c’est peut-être la seule de mes œuvres, je le crains, à laquelle on osera reconnaître quelque valeur. Sur la question de savoir si j’ai fait bon usage de tels enseignements, je laisserai d’autres conclure. »
Alors, comment expliquer le goût si prononcé de Debord pour la stratégie et la guerre, en si fort contraste avec l'orientation généralement anti-militariste de la critique sociale moderne ? Selon le critique Anselm Jappe, cela découle d'Achille, l'auteur des grands faits et le diseur de grandes paroles (cf. L'Iliade) qui pour les Grecs préplatoniciens était le parangon de la grandeur humaine. Debord est lui aussi un « diseur de grandes paroles », et non dans le simple sens de l'écrivain, mais comme diseur de la parole en tant qu'acte historique. Il était convaincu de son efficacité (« tant est grande la force de la parole dite en son temps », cf. In girum imus nocte).
À partir du début des années 1950 et des temps lettristes, Debord a insisté sur les grands actes et les grandes paroles à vivre réellement, dans la vie de tous les jours, sur le mode de l'épopée (par exemple avec la dérive urbaine), par rapport à laquelle la fixation dans une œuvre d'art serait déjà une déchéance. La critique de l'art séparé et l'idée de sa réalisation trouvent là une de leurs racines.
L'art du comportement prôné par les situationnistes est semblable à cette vie grecque dont parle Hannah Arendt (cf. La crise de la culture), pour laquelle l'action est bien supérieure à l'œuvre et encore plus au travail. Conception de la vie et de l'art qui est donc proche d'Arthur Cravan que Debord admirait tant. Et comme le rappelle Arendt elle-même, Achille, qui pour les Grecs était le modèle le plus accompli de l'homme, ces faits sont surtout les faits de guerre. Voilà qui expliquerait le goût de Guy Debord pour la guerre et la stratégie. Car la guerre est par excellence un comportement pur, une action qui mérite de rester dans la mémoire, mais qui ne crée pas d'œuvre, bien au contraire.
Debord s'est aussi intéressé de près au poker.
Sous l'égide de Debord, Champ libre publie plusieurs théoriciens de la stratégie tels que Carl von Clausewitz, Antoine de Jomini, Charles Ardant du Picq, W.F.P. Napier, Maurice Serin ainsi qu'une biographie de Michel Barclay de Tolly (Le Général Hiver).

## Œuvres

### Écrits
- Hurlements en faveur de Sade Scénario de la première version, découpage avec bande sonore et images, précédé de Prolégomènes à tout cinéma futur, revue Ion, Centre de création, N° Spécial sur le cinéma, avril 1952, réédité en 1999 et novembre 2003 chez Jean-Paul Rocher.
- Rapport sur la construction des situations et sur les conditions de l'organisation et de l'action de la tendance situationniste internationale, Internationale lettriste, 1957 ; Mille et une Nuits, 1999 (épuisé), réédition Fayard, 2024. Figure également dans Documents relatifs à la fondation de l'Internationale situationniste (1948-1957), Allia, 1985 et en annexe à la réédition de l'anthologie des douze numéros de la revue IS chez Arthème Fayard, 1997
- Contre le cinéma, Institut scandinave de vandalisme comparé, Aarhus, Danemark, 1964. Scénarios des trois premiers films de Debord illustrés par des images des films, édité et préfacé par Asger Jorn.
- Le Déclin et la chute de l'économie spectaculaire-marchande Brochure parue anonymement en 1965 et dans IS en 1966 au sujet des émeutes des Noirs à Los Angeles. Debord la fera rééditer en 1993 à la suite de nouvelles émeutes (Les Belles Lettres, 1993). Rééditée dans La planète malade, Gallimard, 2004.
- Le Point d'explosion de l'idéologie en ChineBrochure contredisant les intellectuels français acquis à Mao Zedong. Ce texte fut également publié dans IS en 1967. Réédité dans La planète malade, Gallimard, 2004.
- La Société du spectacle, Buchet-Chastel, Paris, 1967 ; Champ libre, Paris, 1971 ; Gallimard, Paris, 1992.
- Œuvres cinématographiques complètes, Champ libre, Paris, 1978 ; Gallimard, Paris, 1994.
- Préface à la quatrième édition italienne de « La Société du spectacle », Champ libre, Paris, 1979 ; Gallimard, Paris, 1992.
- Considérations sur l'assassinat de Gérard Lebovici, éditions Gérard Lebovici, Paris, 1985 ; Gallimard, Paris, 1993.
- Commentaires sur la société du spectacle, éditions Gérard Lebovici, Paris, 1988 ; Gallimard, Paris, 1992.
- Panégyrique, tome premier, éditions Gérard Lebovici, Paris, 1989 ; Gallimard, Paris, 1993.
- In girum imus nocte et consumimur igni, édition critique, éditions Gérard Lebovici, Paris, 1990 ; Gallimard, Paris, 1999.
- « Cette mauvaise réputation… », Gallimard, Paris, 1993.
- Des Contrats, éd. Le Temps qu'il fait, Cognac, 1995
- Panégyrique, tome second, Arthème Fayard, Paris, 1997.
- La Planète malade, Gallimard, Paris, 2004. Article inédit de 1971 complété de la réédition de deux autres des années 1960 parus dans IS.
- Tous les livres de Guy Debord ainsi que des textes inédits ont été réunis en un volume d'Œuvres, Gallimard, collection Quarto (édition établie par Jean-Louis Rançon), 2006.
- Enregistrements magnétiques (1952-1961), Gallimard (édition établie par Jean-Louis Rançon), Paris, 2010[141].
- Lire Debord, textes inédits de Guy Debord, l'échappée, Paris, 2016 (sous la coordination d'Emmanuel Guy et de Laurence Le Bras).

### La Librairie de Guy Debord (collection sur les fiches de lecture)
- Guy Debord et Laurence Le Bras (dir.) (préf. Emmanuel Guy), Stratégie, Paris, L'échappée, coll. « La Librairie de Guy Debord », 2018, 528 p. (ISBN 9782373090499).
- Guy Debord et Laurence Le Bras (dir.) (postface Gabriel Zacarias), Poésie etc., Paris, L'échappée, coll. « La Librairie de Guy Debord », 2019, 528 p. (ISBN 9782373090635).
- Guy Debord et Laurence Le Bras (dir.) (postface Anselm Jappe et Bertrand Cochard), Marx Hegel, Paris, L'échappée, coll. « La Librairie de Guy Debord », 2021, 528 p. (ISBN 9782373090826).
- Guy Debord et Laurence Le Bras (dir.) (postface Daniel Vassaux), Histoire, Paris, L'échappée, coll. « La Librairie de Guy Debord », 2022, 608 p. (ISBN 9782373091113).

### Œuvres en collaboration

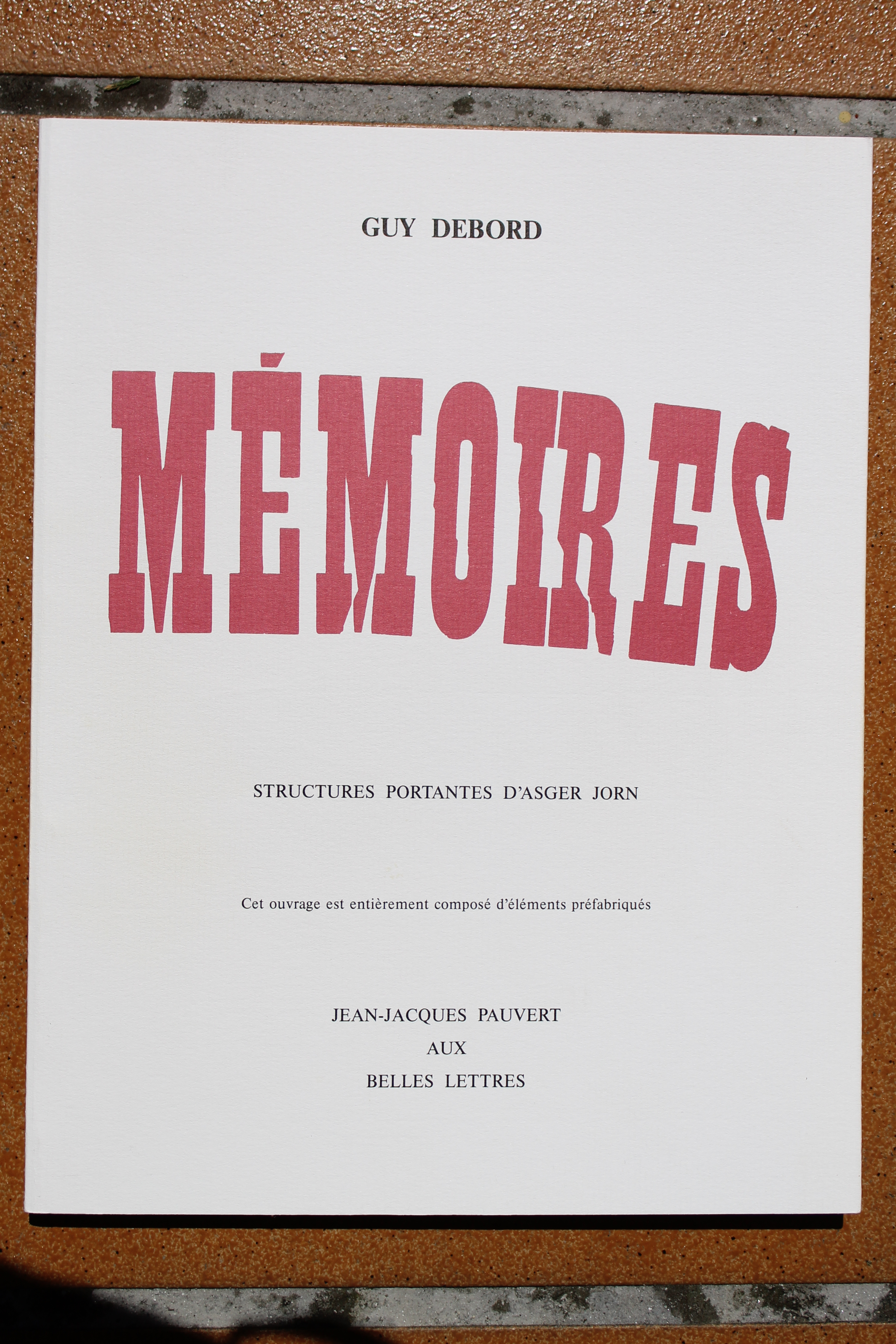
Mémoires, réédition de 1993.

- Visages de l'avant-garde (1953), Jean-Paul Rocher Éditeur, 2010 ; La Nerthe (édition revue et augmentée par Jean-Louis Rançon), 2020.
- Potlatch (1954-1957), éditions Gérard Lebovici, 1985 ; Allia, 1996 ; Gallimard, Folio, 1996. Les vingt-neuf bulletins de la revue sont également reproduits dans Documents relatifs à la fondation de l'Internationale situationniste (1948-1957), Allia, 1985.
- Fin de Copenhague, avec Asger Jorn, Bauhaus Imaginiste, Copenhague, 1957 ; Allia, 1986.
- Mémoires avec Asger Jorn, Internationale situationniste, Copenhague, 1958 ; réédition chez Jean-Jacques Pauvert, aux Belles Lettres, Paris, 1993, assortie d'Attestations de Guy Debord d'octobre 1993 ; réédition, éditions Allia, Paris, 2004, non paginé, suivi de Origine des détournements et de 9 pages des collages originaux  de Guy Debord avant les interventions d'Asger Jorn. Second livre de Jorn et Debord après Fin de Copenhague et également imprimé par Permild et Rosengreen, mais avec un tirage moins restreint. Debord apporta un soin méticuleux pour rassembler les « éléments préfabriqués ». Dans un exemplaire lui ayant appartenu où il a porté l'indication des sources des détournements, il précise que l'ouvrage a été composé dans l'hiver 57-58, imprimé à Copenhague vers l'automne de 1958, en dépit de la mention imprimée « 1959 ». « Tous les livres et journaux ici utilisés ont paru, au plus tard, en 1957, et généralement avant. » La réédition de 1993 par les Belles Lettres fut tirée à 2 300 exemplaires numérotés.

- Les 12 numéros de la revue Internationale Situationniste ont fait l'objet d'une réédition en un volume chez l'éditeur hollandais Van Gennep en 1970, puis chez Champ libre en 1975 et chez Arthème Fayard en 1997.
- Enragés et situationnistes dans le mouvement des occupations, paru sous la seule signature de René Viénet mais co-écrit avec également Raoul Vaneigem, Mustapha Khayati et René Riesel, Gallimard, 1968 ; Gallimard, 1998.
- La Véritable Scission dans l’Internationale - circulaire publique de l'Internationale Situationniste, avec Gianfranco Sanguinetti, Champ libre, 1972 ; Arthème Fayard, 1998. Debord est en fait l'auteur unique de ce livre.

- Coordination des groupes autonomes d'Espagne, Appels de la prison de Ségovie, Champ Libre, 1980. Debord est l'auteur de la lettre Aux libertaires placée dans le premier chapitre.

- Le Jeu de la guerre (avec Alice Becker-Ho), éditions Gérard Lebovici, 1987 ; édition revue, corrigée et augmentée, Gallimard, 2006. Debord a créé ce jeu dans les années 1950.

### Correspondance
- Correspondance, huit volumes parus, Arthème Fayard, 1999-2010.
- Le Marquis de Sade a des yeux de fille, Arthème Fayard, 2004.
- Éditions Champ Libre, Correspondance en deux volumes, Champ Libre, 1978 et 1981. Nombreuses lettres de Debord.
- Jean-François Martos, Correspondance avec Guy Debord, Le fin mot de l'histoire, 1998. Retiré de la vente à la suite de la décision de la 14e chambre de la cour d'appel de Paris à la demande d'Alice Debord, reconnue désormais seule ayant droit de l'œuvre de Guy Debord.
- Lettres à Marcel Mariën, Éditions de la Nerthe, 2015.
- Lettres à Gil J Wolman (1952-1956), édition privée hors commerce, 2017; nouvelle édition 2020 (édition électronique diffusée uniquement par courriel).
- D'une révolution à l'autre. Correspondance Debord-Straram suivi de Cahier pour un paysage à inventer et autres textes, présentation et édition critique par Sylvano Santini, les Presses de l'Université de Montréal, 2023.

### Textes traduits par Guy Debord
- Censor (pseudonyme de Gianfranco Sanguinetti), Véridique Rapport sur les dernières chances de sauver le capitalisme en Italie, traduit de l'italien, Champ Libre, 1976 ; éditions Ivrea.
- Protestation devant les libertaires du présent et du futur sur les capitulations de 1937 par un « Incontrôlé » de la Colonne de fer, traduit de l'espagnol avec Alice Becker-Ho, édition bilingue, Champ Libre, 1979. Ce texte figure dans le volume d'Œuvres édité par Gallimard dans la collection Quarto en 2006. [lire en ligne]en brochure
- Jorge Manrique, Stances sur la mort de son père, traduites du castillan avec une note de présentation, édition bilingue, Champ Libre, 1980 ; éd. Le Temps qu'il fait, 1996.
- Federico García Lorca, traduction en 1988 du poème « La Mariée infidèle » (in Œuvres, coll. Quarto, Gallimard, 2006 et aussi in Correspondance, volume 7, Fayard, 2008). Cette traduction a été initialement publiée en 2004 dans le recueil Trois arbres ils ont abattus aux éditions William Blake & Co.

### Films
- 1952 : Hurlements en faveur de Sade
- 1959 : Sur le passage de quelques personnes à travers une assez courte unité de temps
- 1961 : Critique de la séparation
- 1973 : La Société du spectacle
- 1975 : Réfutation de tous les jugements, tant élogieux qu'hostiles, qui ont été jusqu'ici portés sur le film « La Société du spectacle »
- 1978 : In girum imus nocte et consumimur igni
- 2005 : Œuvres cinématographiques complètes, 3 DVD et le livret Autour des films (Documents) de 136 pages, Gaumont[142].

### Jeux
- Le Jeu de la guerre (1965), adapté en jeu vidéo en 2008[143].

### Chansons
- Pour en finir avec le travail, chansons du prolétariat révolutionnaire, disque 33 tours produit par Jacques Le Glou en 1974. Réédité en disque compact en 1998 par EPM Musique. Debord a détourné les textes de deux chansons (La Java des Bons-Enfants et Chant des journées de mai) ainsi que les notices historiques qui accompagnent les neuf chansons du disque[144].

### Textes en ligne
- Pourquoi le lettrisme?, 1955.
- Mode d'emploi du détournement, 1956. Ce texte, écrit en collaboration avec Gil J. Wolman, paru dans la revue Les Lèvres nues figure dans la nouvelle édition des œuvres de Lautréamont dans la collection de La Pléiade publiée en 2009.
- Définitions, 1958, par l'Internationale situationniste.
- Thèses sur la révolution culturelle, 1958.
- Positions Situationnistes sur la circulation 1959
- Sur l'emploi du temps libre, 1960, par l'Internationale situationniste.
- Perspectives de modifications conscientes dans la vie quotidienne, 1961.
- Sur la Commune, 1962.
- Les situationnistes et les nouvelles formes d'action dans la politique ou l'art, juin 1963.
- Adresse aux révolutionnaires d'Algérie et de tous les pays, 1965, par l'Internationale situationniste.
- Le déclin et la chute de l'économie spectaculaire-marchande, 1966, par l'Internationale situationniste.
- Le point d'explosion de l'idéologie en Chine, 1967.
- La Société du spectacle, 1967.
- Le Surréalisme, une révolution de l'irrationnel 1968 par l'Encyclopédie du Monde Actuel .
- La Planète malade 1971.
- Abat-faim, 1985 par l'Encyclopédie des Nuisances.
- Abolition, 1986 par l'Encyclopédie des Nuisances (le texte paru sous le titre Abolir).
- Ab-irato, 1986 par l'Encyclopédie des Nuisances.
- Commentaires sur la société du spectacle, en brochure 1988.
- Note sur "la question des immigrés"

On peut retrouver de nombreux textes situationnistes ici.

## Hommages
Il n'existe en France qu'une seule voie portant le nom de Guy Debord : l'allée Guy Debord à Aubervilliers, où fut fondée formellement l'Internationale Lettriste le 7 décembre 1952. Elle longe le Canal Saint-Denis, dans lequel fut jeté le protocole valant "statuts" établi ce jour-là, puis déchiré et placé dans une bouteille qui sera récupérée le lendemain par Jean-Louis Brau.
En 2009, alors que les archives du fondateur de l’Internationale situationniste  s’apprêtent à être acquises par l’université américaine de Yale , Christine Albanel, ministre de la Culture, fait publier un arrêté interdisant l’exportation du fonds classé  «trésor national», permettant ainsi l'organisation par la BnF en 2013 à Paris de l'exposition Guy Debord, un art de la guerre qui utilise une grande partie de ces archives
En mai-juin 2023, une exposition à la galerie parisienne Loeve&Co intitulée Guy-Ernest Debord & Gil Joseph Wolman - L’un n’exclut pas l’autre se propose, comme son titre l'indique, d'explorer les relations entre les deux créateurs, autrefois complices,.

### Œuvres romanesques dans lesquelles Guy Debord est évoqué
[réf. incomplète]
- Alice Becker-Ho, D'azur au triangle vidé de sable, Cognac, Le Temps qu'il fait, 1998, 68 p. (ISBN 978-2-86853-298-5).
- Alice Becker-Ho, Là s'en vont les seigneuries, Cognac, le Temps qu'il fait, 2003, 35 p. (ISBN 978-2-86853-376-0), photographies originales d'Emmanuel Rioufol.
- Michèle Bernstein, Tous les chevaux du roi, Paris, Allia, 2004 (1re éd. 1960), 117 p. (ISBN 978-2-84485-166-6, lire en ligne).
- Michèle Bernstein, La Nuit, Paris, Éd. Allia, 2013 (1re éd. 1961), 158 p. (ISBN 978-2-84485-660-9).
- Bertrand Delcour, Blocus solus, Paris, Gallimard, coll. « Série noire » (no 2430), 1996, 283 p. (ISBN 978-2-07-049601-3).
- Gérard Guégan, Les irréguliers : roman, Paris, Jean-Claude Lattès, 1975, 221 p. Guy Debord y apparaît sous le nom d'Antoine Peyrot.
- Jean-Yves Lacroix, Haute époque : roman, Paris, Albin Michel, 2013, 157 p. (ISBN 978-2-226-24980-7).
- Hurl Barbe alias Pierre Laurendeau, Pompe le Mousse, La Brigandine, 1982, réédition 2010, Sous la Cape. Deux orphelines dévergondées rencontrent durant mai 68 les membres de l'I.S. (Internationale de Sisyphe) Guy Retord et Raoul van Houten.
- Patrick Straram, Les bouteilles se couchent, Paris, Allia, 2006, 139 p. (ISBN 978-2-84485-214-4, lire en ligne).
- Arnaud Viviant, Le Génie du communisme : roman, Paris, Gallimard, 2004, 158 p. (ISBN 978-2-07-076301-6).
- Stéphane Zagdanski, Les Intérêts du temps : roman, Paris, Gallimard, L'infini, 1996 (réimpr. 2000), 315 p. (ISBN 978-2-07-074286-8).

### Radio
- Interview de Guy Debord, mars 1959, RTBF.
- L'Internationale situationniste avec les témoignages de Jean-Michel Mension, Constant Nieuwenhuis, Ralph Rumney, Jacqueline de Jong, Marc'O, Toni Negri ; Nuits Magnétiques, mai 1996, France Culture.
- Guy Debord : ni retour ni réconciliation, essai radiophonique de Vincent Kaufmann. Première diffusion 26 mai 2002. Atelier de création radiophonique de France Culture du 5 avril 2009 . Peut être écouté ici .

### Télévision
- In girum imus nocte et consumimur igni (1978), diffusion pirate en juin 1981 sur le canal 68.
- Guy Debord, son art et son temps (1994), diffusion le 9 janvier 1995 sur Canal+ ; suivie, pour la première et dernière fois (en date), de la suite La Société du spectacle et de la Réfutation de tous les jugements, tant élogieux qu'hostiles, qui ont été jusqu'ici portés sur le film « La Société du spectacle ».
- Guy Debord, une étrange guerre (1931-1994), par Philippe Sollers et Emmanuel Descombes, Un siècle d'écrivains, 19 octobre 2000, France 3.